# 菲克列特·阿米罗夫
菲克列特·梅沙季·贾米利·奥格雷·阿米罗夫 (1922年11月22日–1984 年2月20日），是苏联时期著名的阿塞拜疆作曲家。
菲克列特·阿米罗夫从小就熏陶在阿塞拜疆民谣的氛围中。他的父亲马沙迪·贾米尔·阿米罗夫是著名的木卡姆歌手（“ xanəndə ”），能演奏塔尔琴，并为1915 年的歌剧《Seyfal mulk》等谱曲。
在阿米罗夫的童年和青春期早期，他开始为钢琴谱曲。从占贾音乐学院毕业后，进入了阿塞拜疆国立音乐学院（即现在的巴库音乐学院）师从于鲍里斯·扎德曼和于泽尔·哈策贝育夫。
1941年，納粹德國进攻苏联。阿米罗夫时年19岁，被征召进入苏联军队。他在沃罗涅日附近负伤，随后住院并从兵役中复员，返回巴库并继续他在阿塞拜疆国立音乐学院的学业。
阿米罗夫的音乐深受阿塞拜疆民谣的影响。他创造了一种以古典民间乐曲为基础，被称为“交响乐木卡姆”的新流派。世界上许多著名的交响乐团，例如由利奥波德·斯托科夫斯基指挥的休斯顿交响乐团，都曾演奏过他的乐曲。
阿米罗夫是一位多产的作曲家。他最著名交响乐作品有《舒尔》（1946）、《库尔德奥夫沙里》（1949）、《阿塞拜疆随想曲》（1961）、《古鲁斯坦巴亚提-设拉子》（1968）、《纳西米传奇》（1977）、 《缅怀抗战英雄》（1944）、《小提琴、钢琴、管弦乐团双协奏曲》（1948）等。
他创作的芭蕾舞剧包括《尼扎米》（1947）和 1979 年首演的《一千零一夜》。阿米罗夫于1953年创作了歌剧《塞维利亚》。
他还为钢琴创作了许多乐曲，包括《民谣》、《阿舒格之歌》、《夜曲》、《幽默》、《抒情舞曲》、《华尔兹》、《摇篮曲》和《托卡塔》。他还为许多电影创作了配乐。
1996年，美国滑冰世界冠军关颖珊在滑冰节目《泰姬陵》中使用了菲克列特·阿米罗夫的交响曲《古鲁斯坦巴亚提-设拉子》作为背景音乐。

## 风格
他的作品建立在阿塞拜疆和中东民谣的基础之上。然而，无论是阿塞拜疆语还是阿拉伯语的作品，都包含着丰富的民俗元素，例如芭蕾舞剧《一千零一夜》、《钢琴和管弦乐队的阿拉伯主题协奏曲》等。这是由于作曲家在开始创作之前会进行大量研究，例如，在创作芭蕾舞剧《一千零一夜》之前，他访问了阿拉伯国家伊拉克、也门和埃及并带回了录音带和唱片。他的管弦组曲以阿塞拜疆木卡姆的风格为基础，其旋律令人联想起里姆斯基-科萨科夫、哈恰图良和土耳其音乐。他在苏联时期以外的早期成功之一是由利奥波徳·斯托科夫斯基指挥的《克尤德·奥夫沙雷》组曲。   

## 作品
菲克列特·阿米罗夫创作的作品包括： 
- Arabian Nights
- Ashug's Song, for piano
- Azerbaijan Capriccio[5]
- Azerbaijan Mugam for orchestra
- Azerbaijan Mugam for orchestra No. 1, "Shur"
- Azerbaijan Mugam for orchestra No. 2, "Kürd Ovshari"
- Azerbaijan-Symphonic Suite, for orchestra
- Ballad for piano
- Berceuse
- Gülistan Bayaty Shiraz, symphonic mugam
- Gyulistan Bayati Shiraz, for orchestra
- Humoreska, for piano
- Kor Arab
- Kürd Ovshari, symphonic mugam Kurd Ovshari-Azerbaijan Mugam No. 2
- Lullaby, for piano
- Lyrical Dance, for piano
- Miniatures (12), for guitar
- Nizami, for chamber orchestra
- Nocturne for flute & piano
- Nocturne for piano
- Piano Concerto after Arabian Themes
- Pieces (6) for flute & piano
- Seni Araram, for piano
- Sevil, opera
- Shur-Azerbaijan Mugam No. 1
- Song of the Ashug
- Symphonic Dances, for orchestra
- Symphony for string orchestra
- Tale of Nasimi
- Toccata for piano
- Waltz for piano

## 荣誉和奖项
- 斯大林奖（1949）
- 苏联国家奖（1980）
- 阿塞拜疆苏维埃社会主义共和国人民艺术家（1958 年）
- 苏联人民艺术家(1965) [6]
- 社会主义劳动英雄(1982)
- 两次列宁勋章(1959、1982)
- 劳动红旗勋章，两次（1967、1971）
- 阿塞拜疆苏维埃社会主义共和国国家奖(1974) [7]
- 阿塞拜疆苏维埃社会主义共和国列宁共青团奖（1967）